# Nationalliga A (Handball) 2003/04
Die Spielzeit 2003/04 ist die 55. reguläre Spielzeit der Schweizer Nationalliga A im Handball.

## Modus
Gespielt wurde von den 8 Teams eine Vierfachrunde zu je 28 Spielen.
Nach der Hauptrunde spielten die Mannschaften auf den Rängen 1 bis 4 die Playoffs (1. gegen 4., 2. gegen 3.).  Der Sieger der Playoffs wurde Schweizer Meister.
Die Mannschaften auf den Rängen 7 und 8 spielten eine Auf-/Abstiegsrunde mit den ersten zwei der Nationalliga B.

## Hauptrunde

### Rangliste
| Pl. |  | Verein                   | Sp. | S  | U | N  | Tore      | Diff. | Punkte  |
| --- |  | ------------------------ | --- | -- | - | -- | --------- | ----- | ------- |
| 1.  |  | Wacker Thun              | 28  | 21 | 1 | 6  | 0847:7720 | +75   | 043:130 |
| 2.  |  | Kadetten Schaffhausen    | 28  | 19 | 1 | 8  | 0817:7600 | +57   | 039:170 |
| 3.  |  | Pfadi Winterthur (M) (C) | 28  | 17 | 0 | 11 | 0914:8560 | +58   | 034:220 |
| 4.  |  | Grasshopper Club Zürich  | 28  | 14 | 0 | 14 | 0870:8370 | +33   | 028:280 |
| 5.  |  | TSV St. Otmar St. Gallen | 28  | 12 | 1 | 15 | 0816:8450 | −29   | 025:310 |
| 6.  |  | BSV Bern Muri (A)        | 28  | 10 | 3 | 15 | 0854:8730 | −19   | 023:330 |
| 7.  |  | TV Suhr                  | 28  | 10 | 3 | 15 | 0829:8540 | −25   | 023:330 |
| 8.  |  | RTV 1879 Basel           | 28  | 3  | 3 | 22 | 0780:9300 | −150  | 09:470  |

Stand: 19. Oktober 2017
Zum Hauptrundenende 2003/04:
 Saison beendet
Zum Saisonende 2002/03:

(M) – Schweizer Meister 2002/03: Pfadi Winterthur

(C) – Cup-Sieger 2002/03: Pfadi Winterthur

(A) – Aufsteiger aus der Nationalliga B 2002/03: BSV Bern Muri

### Torschützenliste
| Pl. | Spieler         | Tore | Schnitt | Mannschaft              |
| --- | --------------- | ---- | ------- | ----------------------- |
| 01. | Heiko Karrer    | 240  | 8,6     | RTV 1879 Basel          |
| 02. | Martin Friedli  | 221  | 7,4     | Wacker Thun             |
| 03. | Won Chul Paek   | 212  | 6,8     | Pfadi Winterthur        |
| 04. | Tamás Mocsai    | 204  | 8,5     | TV Suhr                 |
| 05. | Cho Chi-hyo     | 203  | 6,5     | Pfadi Winterthur        |
| 06. | Michal Baran    | 190  | 6,8     | BSV Bern Muri           |
| 07. | Thomas Gautschi | 185  | 5,6     | Pfadi Winterthur        |
| 08. | Daniel Valo     | 184  | 6,6     | BSV Bern Muri           |
| 09. | Manuel Liniger  | 184  | 5,8     | Pfadi Winterthur        |
| 10. | Attila Kotormán | 173  | 5,6     | Grasshopper Club Zürich |

### Zuschauertabelle
|                      | Verein                   | Zuschauer | pro Spiel |
| -------------------- | ------------------------ | --------- | --------- |
| 1.                   | TSV St. Otmar St. Gallen | 19'750    | 1'410     |
| 2.                   | Pfadi Winterthur         | 16'750    | 1'046     |
| 3.                   | Kadetten Schaffhausen    | 16'370    | 1'023     |
| 4.                   | Wacker Thun              | 15'000    | 1'000     |
| 5.                   | TV Suhr                  | 12'090    | 0'863     |
| 6.                   | Grasshopper Club Zürich  | 12'080    | 0'755     |
| 7.                   | BSV Bern Muri            | 07'200    | 0'514     |
| 8.                   | RTV 1879 Basel           | 04'716    | 0'336     |
| Gesamt               | Gesamt                   | 103'956   | 0'874     |
| Stand: 29. Juli 2017 |                          |           |           |

## Auf-/Abstiegsrunde
| Pl. |  | Verein          | Sp. | S | U | N | Tore      | Diff. | Punkte |
| --- |  | --------------- | --- | - | - | - | --------- | ----- | ------ |
| 1.  |  | TV Suhr         | 6   | 4 | 1 | 1 | 0189:1810 | +8    | 09:30  |
| 2.  |  | SG Stans/Luzern | 6   | 4 | 0 | 2 | 0185:1740 | +11   | 08:40  |
| 3.  |  | TV Endingen     | 6   | 2 | 1 | 3 | 0196:2020 | −6    | 05:70  |
| 4.  |  | RTV 1879 Basel  | 6   | 1 | 0 | 5 | 0171:1840 | −13   | 02:100 |

Stand: 19. Oktober 2017
Zum Auf-/Abstiegsrundenende 2003/04:

Qualifiziert für die NLA in der Saison 2004/05

## Playoffs

### Playoff-Baum
|  | Halbfinal | Halbfinal               | Halbfinal |  |  | Final | Final                   | Final |
|  |           |                         |           |  |  |       |                         |       |
|  |           |                         |           |  |  |       |                         |       |
|  | 1         | Wacker Thun             | 0         |  |  |       |                         |       |
|  | 4         | Grasshopper Club Zürich | 2         |  |  |       |                         |       |
|  |           |                         |           |  |  | 4     | Grasshopper Club Zürich | 0     |
|  |           |                         |           |  |  | 2     | Pfadi Winterthur        | 2     |
|  | 2         | Pfadi Winterthur        | 2         |  |  |       |                         |       |
|  | 3         | Kadetten Schaffhausen   | 1         |  |  |       |                         |       |
|  |           |                         |           |  |  |       |                         |       |

### Halbfinal
Modus war Best-of-Three
|                  |   |                         | Serie | 1     | 2           | 3     |
| ---------------- | - | ----------------------- | ----- | ----- | ----------- | ----- |
| Wacker Thun      | – | Grasshopper Club Zürich | 0:2   | 29:30 | 26:28       | –     |
| Pfadi Winterthur | – | Kadetten Schaffhausen   | 2:1   | 29:35 | 33:31 n. V. | 28:27 |

### Final
Modus war Best-of-Three
|                  |   |                         | Serie | 1     | 2     | 3 |
| ---------------- | - | ----------------------- | ----- | ----- | ----- | - |
| Pfadi Winterthur | – | Grasshopper Club Zürich | 2:0   | 29:25 | 29:26 | – |